# Ommatius callidus
Ommatius callidus là một loài ruồi trong họ Asilidae. Ommatius callidus được Scarbrough miêu tả năm 2003. Loài này phân bố ở vùng nhiệt đới châu Phi.